# Konrad-Lorenz-Preis
Der Konrad-Lorenz-Preis gehörte zur Gruppe der Staatspreise der Republik Österreich und wurde von 1981 bis 2005 vom Umweltminister der Republik Österreich für den Einsatz für das Unwiederbringliche in der Natur und in der Umwelt verliehen. Der nach Konrad Lorenz benannte Preis war zuletzt mit 21.802 Euro dotiert. Er wird seit 2006 nicht mehr vergeben.
Der Konrad-Lorenz-Staatspreis für Natur- und Umweltschutz hatte seinen Schwerpunkt nicht im technischen Umweltschutz. Das Anforderungsprofil umfasste die Charakteristika Niveau im Sachlichen, Öffentlichkeitswirksamkeit und Mut.

## Preisträger
- 1981: Hermann Margl, Gustav Wendelberger, Elfrune Wendelberger
- 1982: Josef Willi, Elisabeth Guggenberger, Helmut Voitl
- 1983: Wolfgang Retter, Franz Hirtzberger sen.
- 1984: Werner Gamerith, Arik Brauer, Hubert Weinzierl
- 1985: Hans Martin Steiner, Dieter Bogner, Ingrid Greisenegger, Leopold Lukschanderl
- 1986: Friedrich Graupe, Eberhard Stüber, WWF Österreich „Rettet die Auen“
- 1987: Peter Aubauer, Hermann Knoflacher (Club of Vienna), Hannes Mayer, Werner Katzmann, Herbert Scheiring
- 1988: Antal Festetics, Wilfried Seifert, Anton Draxl, Christian Schuhböck
- 1989: Peter Hasslacher, Clemens M. Hutter, Peter Nindl, Organisatoren und Referenten des Symposiums „Transitland Österreich am Beispiel Pyhrn-Autobahn“
- 1990: Gustav Harmer, TV-Sendung „Argumente“ (Walter Schiejok, Hans Jörg Schimanek, Wolfgang Hingst)
- 1991: Salzburger Plattform gegen Atomgefahren (PLAGE), Heinz Stockinger, Hannes Augustin, Manfred Heindler, Helga Kromp-Kolb, Wolfgang Kromp, Freda Meissner-Blau
- 1994: Harald Ogris, Karlheinz Baumgartner, Fritz Gurgiser, Michael Mark
- 1995: Michael Schnitzler (Regenwald der Österreicher)
- 1997: Ludwig Maurer
- 1998: Bernd Lötsch
- 1999: Hans Hass und Peter Weish
- 2000: Günther Nenning und die OÖ überparteiliche Plattform gegen Atomgefahr
- 2002: Erwin Kräutler und Jane Goodall
- 2004: Greenpeace. Das Preisgeld nahm Greenpeace nicht an, sondern spendete es dem Globalisierungskritiker-Netzwerk Attac
- 2005: Isolde Schönstein und Bischof Álvaro Ramazzini